# Caméras Birt Acres
Les caméras Birt Acres sont des appareils de prise de vues cinématographique anglais, dont le plus ancien — nommé d'abord Kineopticon puis Kinetic — est contemporain du cinématographe Lumière (mars 1895) mais au format 35 mm à perforations Edison.
Birt Acres créa également la Birtac, en 1898, la première caméra utilisant une pellicule à la largeur inférieure au format 35 mm : le 17,5 mm.

## Histoire

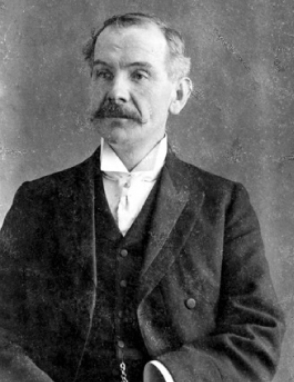
Birt Acres (1854-1918).

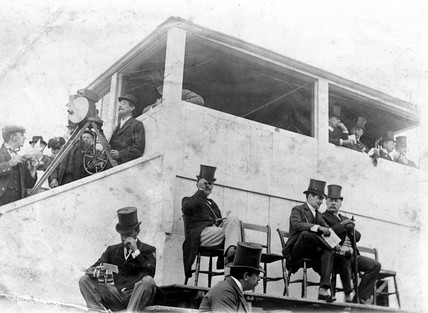
Birt Acres, avec son Kineopticon (en haut à gauche), filme le Derby d'Epsom
(mars 1895).

Né aux États-Unis de parents anglais, Birt Acres se retrouve orphelin pendant la guerre de Sécession. Il part alors en Angleterre, où il rencontre en 1895 Robert William Paul, le premier réalisateur britannique qui, à l'époque, est occupé à contrefaire le kinétoscope de Thomas Edison (que celui-ci a négligé d'en déposer un brevet couvrant les pays hors États-Unis). Son affaire frauduleuse est un succès et Paul décide d'alimenter ses clients en nouveaux films qu'il envisage de tourner lui-même en Angleterre (les films qu'il diffuse jusqu'à présent sont également des copies pirates des films américains des Edison Studios). Il demande ainsi à Birt Acres d'étudier avec lui la création d'un appareil de prise de vues animées. Acres a déjà fabriqué une caméra, le  Kineopticon, qu'il modifie et qu'il utilise avec Paul pour tourner plusieurs bandes qui sont les premiers films britanniques. Les deux hommes décident de créer une société commune pour exploiter cet appareil, le Kinetic, mais leur projet d'affaires se désagrège aussitôt, Robert William Paul exigeant de cosigner le brevet de cette caméra, Birt Acres passant outre, compte tenu de ses travaux déjà aboutis lors de leur rencontre.
Birt Acres continue d'essayer divers systèmes et en 1898, il tente de lancer une caméra utilisant le film 35 mm, coupé dans sa largeur en deux rubans de 17,5 mm (avec une rangée de perforations d'origine). Malheureusement, une autre société produit au même moment une caméra utilisant le film 17,5 mm, le Biokam, d'Alfred Wrench et Alfred Darling, qui se vend deux fois moins cher. Mais le succès publique ne sera ni pour l'un ni pour l'autre

## Description duKinetic

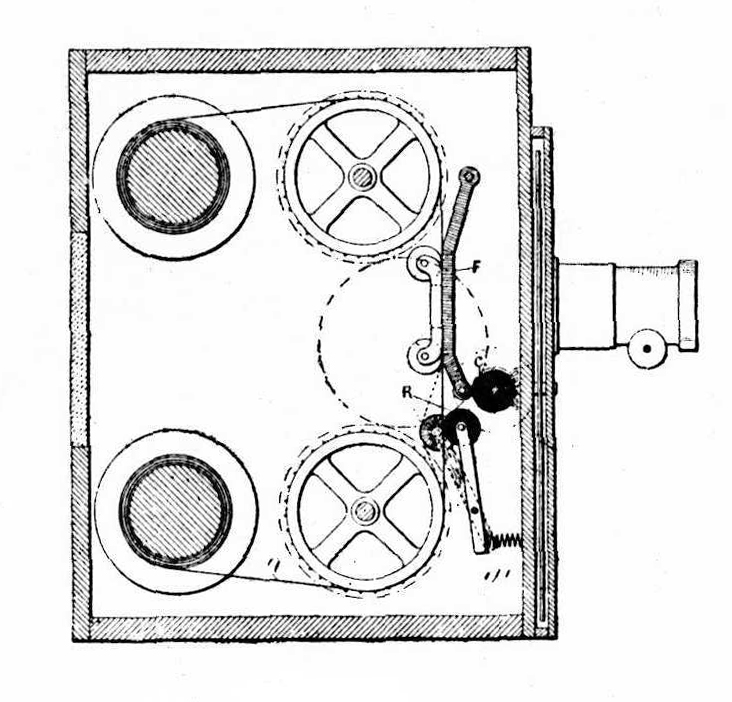
Schéma du mécanisme du Kinetic au niveau du magasin du film (1895).

Le Kinetic comporte deux tambours dentés qui alimentent le mécanisme intermittent lui-même, à partir du magasin coplanaire interne qui contient quelques mètres de pellicule au format 35 mm à perforations Edison (pour son visionnement, une fois qu'elle est développée, à l'aide des nombreux kinétoscopes contrefaits).
Le mouvement alternatif est provoqué par une came battante, dont on voit le doigt sur le dessin en bas à droite. Cette sorte de doigt, sous l'action d'un ressort, visible ici, appuie sur la pellicule pour la faire glisser d'un pas à l'autre, d'un photogramme exposé au futur photogramme suivant. Une came (qui n'est pas représentée car à l'intérieur du boîtier) retend le ressort en dégageant le doigt battant, laissant la pellicule immobile dans le couloir du film, permettant son exposition par l'image virtuelle donnée par l'objectif. Juste derrière celui-ci, on aperçoit dans une gaine protectrice étroite un obturateur à disque mobile qui effectue les obturations nécessaires pendant le déplacement de la pellicule.
Le Kinetic, contrairement au Kineopticon, est un appareil dit réversible, c'est-à-dire qu'il peut être transformé, comme le cinématographe, en appareil de
projection, en mettant derrière son boîtier une lanterne magique (on voit à gauche la trappe qui garde étanche à la lumière le boîtier quand il est corps de caméra, et que l'on enlève pour y glisser l'optique de la lanterne quand il est corps de projecteur).

## Description duBirtac
Le Birtac est lui aussi entraîné par une came battante. Il n'est muni que d'un seul tambour denté pour débiter le film 17,5 mm. C'est une petite caméra, destinée aux amateurs aisés, mais sa longueur est quand même de 25 cm et sa largeur de 15 cm. En hauteur, il fait 20 cm. La lanterne prévue pour la projection — car le Birtac est lui aussi réversible — est construite à ses mesures, un inconvénient par rapport à son concurrent direct, le Biokam anglais, qui admet n'importe quelle lanterne et peut servir aussi de simple appareil photo.
Mais « it was after all, the first sub-standard gauge cinematograph ever made. » (après tout, il a été la première caméra sub-standard du cinéma!)